# 서승만
서승만(徐承滿, 1964년 3월 30일(음력 2월 17일) - )은 대한민국의 희극배우, 방송인이다.

## 생애
1987년 연극배우로 첫 데뷔하였고 1989년 문화방송 개그콘테스트에서 정식 데뷔하였다.

## 학력
- 서울예술전문대학 무용학과 전문학사
- 한국방송통신대학교 법학과
- 국민대학교 연극영화과 학사
- 국민대학교 대학원 연극영화학과 예술학 석사
- 국민대학교 대학원 행정학과 행정학 박사

## 출연작

### 방송
- 《청춘행진곡》(MBC)
- 《코미디 세상만사》(MBC)
- 《웃으면 복이와요》(MBC)
- 《오늘은 좋은날》(MBC)
- 《행복충전! 유쾌한 일요일》 MBC
- 《행운의 일요특급》(KBS)
- 《아침마당》(KBS)
- 《스타 주니어쇼 붕어빵》(SBS)
- 《좋은 친구들》(SBS)
- 《세바퀴》 40회(MBC)
- 《뮤직 코믹쇼》(MBC MUSIC)
- 《웃고 또 웃고》(MBC)
- 《닥터의 승부》 141회(JTBC)
- 《맛탐한국》(채널A)

### 마당놀이
- 2001년: 《MBC 마당놀이 암행어사 졸도야!》
- 2002년: 《MBC 마당놀이 심봉사 심봤다!》

### 드라마
- 《홍국영》(2001년, MBC) - 홍국영 부하 역
- 《내 인생의 스페셜》(2006년, MBC) - 보험소장 역
- 《MBC 베스트극장 - 복날이 온다》(2006년, MBC) - 심씨 역
- 《미해결 범죄수사대 UCIS》(2008년, MBC드라마넷) - 장기 밀매 용의자 역
- 《히어로》(2009년, MBC) - 찌라시 주간지 먼데이 서울 사장 역
- 《황금물고기》(2010년, MBC) - 조윤우 역
- 《불굴의 며느리》(2011년, MBC) - 부주방장 역
- 《빛과 그림자》(2011년, MBC) - 쟈니보이 역
- 《복희 누나》(2011년, KBS2) - 권용술 역
- 《7급 공무원》(2013년, MBC) - IT&TI 부장 역
- 《불굴의 차여사》(2015년, MBC) - 손준호 역
- 《최고의 연인》(2015년, MBC)
- 《다시 시작해》(2016년, MBC) - 함춘석 역

### 광고
- 한국야쿠르트 팔도 비빔면 피자감빠
- 교통안전공단
- 채널A

### 영화
배우
- 《코믹 흥부와 놀부》(1993년)
- 《해적, 디스코왕 되다》(2002년) - 경연대회 사회자 역
- 《연기 수업》(2010년) - 대표 역
- 《7월 32일》(2010년) - 수감자 역(특별출연)
- 《귀신의 향기》(2019년) - 익수 부 역(우정출연)

감독
- 《영웅은 없다》(2008년)
- 《연기 수업》(2010년)
- 《진실》(2012년)

## 기획
- 《뮤직 코믹쇼》(MBC Music)

## 저서
- 《우유 모으는 아이》

## 음반
- 《어린이 뮤지컬 노노 이야기》(2006년)

## 수상
- 1989년 제3회 MBC개그콘테스트 대상
- 1991년 MBC 방송대상 코미디부문 신인상
- 1997년 MBC 코미디대상 공로상
- 2000년 MBC 코미디대상 우수상
- 2006년 행정자치부장관상

## 역대 선거 결과
| 실시년도 | 선거   | 대수 | 직책     | 선거구   | 정당           | 득표수      | 득표율          | 순위          | 당락 | 비고 |
| -------- | ------ | ---- | -------- | -------- | -------------- | ----------- | --------------- | ------------- | ---- | ---- |
| 2024년   | 총선   | 22대 | 국회의원 | 비례대표 | 더불어민주연합 | 7,567,459표 | \| \| 26.69% \| | 비례대표 24번 | 낙선 |      |
|          | 26.69% |      |          |          |                |             |                 |               |      |      |